# Maxime Monfort
Maxime Monfort (Houffalize, 14 de gener de 1983) és un ciclista belga, professional des del 2004. Actualment corre al Lotto Soudal.
El primer any com a professional va obtenir la victòria a la Volta a Luxemburg. El 2009 guanyà el campionat nacional de contrarellotge individual i el 2010 la Volta a Baviera.

## Palmarès
- 2004
  - 1r a la Volta a Luxemburg, vencedor d'una etapa i 1r de la classificació dels joves
  - Vencedor de la classificació dels joves de la Volta als Països Baixos
- 2005
  - Vencedor de la classificació dels joves de l'Etoile de Besseges
- 2009
  -  Campió de Bèlgica de CRI
- 2010
  - 1r a la Volta a Baviera i vencedor d'una etapa

### Resultats a la Volta a Espanya
- 2007. 11è de la classificació general
- 2011. 6è de la classificació general
- 2012. 16è de la classificació general
- 2014. 16è de la classificació general
- 2015. 27è de la classificació general
- 2016. 16è de la classificació general
- 2017. No surt (18a etapa)
- 2018. 42è de la classificació general

### Resultats al Giro d'Itàlia
- 2006. 33è de la classificació general
- 2014. 14è de la classificació general
- 2015. 11è de la classificació general
- 2016. 15è de la classificació general
- 2017. 13è de la classificació general

### Resultats Tour de França
- 2008. 23è de la classificació general
- 2009. 28è de la classificació general
- 2010. 55è de la classificació general
- 2011. 29è de la classificació general
- 2012. 16è de la classificació general
- 2013. 14è de la classificació general
- 2019. 142è de la classificació general